# 科洛米约
科洛米约（法語：Colomieu，法語發音：[kɔlɔmjø]）是法国东部安省的一个市镇，属于贝莱区。

## 地理
科洛米约（45°43'59"N, 5°37'19"E）面积5.96 平方千米，位于法国奥弗涅-罗讷-阿尔卑斯大区安省，该省份为法国东部省份，北起汝拉省，西北接索恩-卢瓦尔省，西接罗讷省和里昂大都会，南至伊泽尔省，东与萨瓦省、上萨瓦省和瑞士接壤。
与科洛米约接壤的市镇（或旧市镇、城区）包括：昂布莱翁、孔济约、圣日耳曼莱帕鲁瓦斯、比热地区阿尔布瓦。

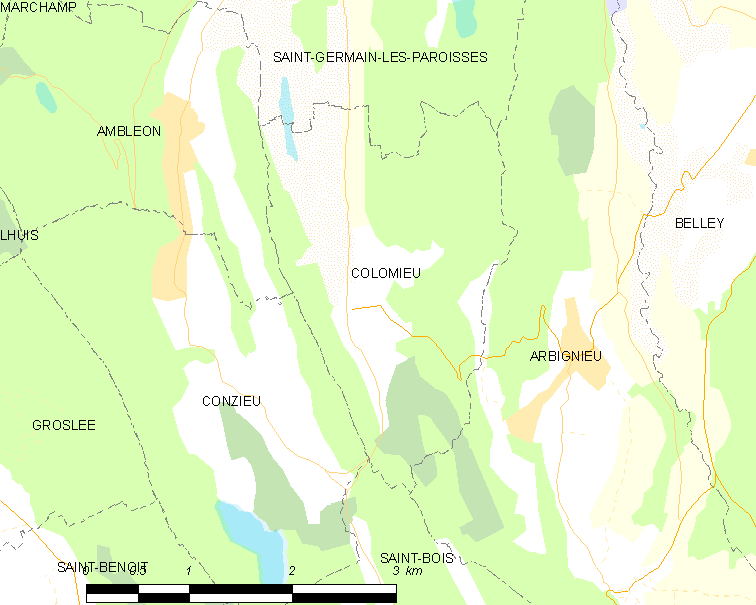
科洛米约的OSM定位图

科洛米约的时区为UTC+01:00、UTC+02:00（夏令时）。

## 行政
科洛米约的邮政编码为01300，INSEE市镇编码为01110。

## 政治
科洛米约所属的省级选区为贝莱县。

## 人口

1962-2008年间科洛米约人口变化图示

科洛米约于2022年1月1日时的人口数量为164人。